# Route nationale 635
Die Route nationale 635, kurz N 635 oder RN 635, war eine französische Nationalstraße, die von 1933 bis 1973 zwischen Boulogne-sur-Gesse und Boussens verlief. Ihre Länge betrug 32,5 Kilometer.